# تورزا شلسکا
تورزا شلسکا (به لاتین: Turza Śląska) یک منطقهٔ مسکونی در لهستان است که در Gmina Gorzyce, Silesian Voivodeship واقع شده‌است.

## خصوصیات
تورزا شلسکا ۳٬۰۹۴ نفر جمعیت دارد.